# Lista de governadores civis dos distritos de Portugal

Bandeira oficial de Governador Civil de distrito de Portugal, usada desde 1911.

Lista de Governadores Civis dos Distritos de Portugal:

## Aveiro
Referências:
- 1864 − António Teodoro Ferreira Taborda
- 1865 − Aires Guedes Couto Garrido
- 1865 − João Silvério d'Amorim da Guerra Quaresma
- 1868 − José Pedro de Barros Lima
- 1868 − José Manuel Menezes de Alarcão
- 1870 − José Borges Pacheco Pereira
- 1870 − Fernando Afonso Geraldes Caldeira
- 1870 − José de Beires
- 1871 − António de Gouveia Osório
- 1872 − Manuel José Mendes Leite − posse em 4 de Janeiro
- 1877 − José de Beires − posse em 28 de Abril
- 1878 − Manuel José Mendes Leite − posse em 14 de Fevereiro
- 1879 − Agostinho Fernandes Melício, substituto − posse em 17 de Junho
- 1879 − Martinho Pinto de Miranda Montenegro − posse em 25 de Junho
- 1881 − Manuel José Mendes Leite  − posse em 4 de Abril
- 1886 − Manuel Firmino de Oliveira Maia, substituto  −  posse em 2 de Março
- 1886 − Martinho Pinto de Miranda Montenegro − posse em 27 de Maio
- 1888 − João Afonso de Espregueira − posse em 22 de Outubro
- 1890 − José de Abreu do Louto Amorim Novais − posse em 22 de Janeiro
- 1890 − José Ferreira da Cunha e Sousa, substituto
- 1890 − Silvério Augusto Pereira da Silva − posse em 21 de Julho
- 1890 − Augusto de Vasconcelos Cardoso Brochado − posse em 29 de Novembro
- 1892 − Luís Cipriano Coelho de Magalhães − posse em 28 de Abril
- 1893 − Visconde de Balsemão − posse em 30 de Janeiro
- 1894 − Barão de Cadoro, substituto − posse em 7 de Julho
- 1894 − Visconde de Alenquer − posse em 17 de Setembro
- 1894 − Aníbal Fernandes Tomás, substituto −  posse em 22 de Novembro
- 1897 − Albano de Melo Ribeiro Pinto − posse em 8 de Setembro
- 1900 − Ernesto da Costa Sousa Pinto Bastos − posse em 3 de Julho
- 1901 − José Coelho da Mota Prego − posse em 19 de Junho
- 1902 − Carlos de Almeida Braga − posse em 29 de Janeiro
- 1902 − Francisco Augusto da Fonseca Regala, substituto  − posse em 3 de Setembro
- 1904 − Albano de Melo Ribeiro Pinto − posse em 26 de Outubro
- 1904 − Álvaro de Moura Coutinho de Almeida de Eça, substituto − posse em 24 de Dezembro
- 1906 − Conde de Águeda − posse em 14 de Março
- 1906 − Henrique Vaz de Andrade Basto Ferreira − posse em 28 de Março
- 1906 − Leopoldo de Sousa Machado − posse em 11 de Junho
- 1907 − Casimiro Barreto Ferraz Sacchetti − posse em 11 de Novembro
- 1907 − Jaime Duarte de Morais Silva, substituto − posse em 5 de Dezembro
- 1908 − Conde de Águeda − posse em 27 de Fevereiro
- 1909 − Joaquim Simões Peixinho, substituto − posse em 4 de Novembro
- 1910 − Henrique Vaz de Andrade Bastos Ferreira  − posse em 4 de Julho
- 1910 − Alfredo Monteiro de Carvalho − posse em 20 de Agosto
- 1910 − Albano Coutinho − posse em 8 de Outubro
- 1910 − Henrique Weiss de Oliveira − posse em 29 de Dezembro
- 1911 − Rodrigo José Rodrigues − posse em 25 de Janeiro
- 1911 − 1.º tenente Júlio César Ribeiro de Almeida − posse em 22 de Setembro
- 1911 − Joaquim de Melo Freitas, substituto − posse em 25 de Setembro
- 1913 − Alberto Ferreira Vidal − posse em 23 de Janeiro
- 1914 − Augusto César Ferreira Gil − posse em 26 de Março
- 1914 − João Salema de Sousa Abreu Gouveia − posse em 19 de Novembro
- 1914 − Eugénio Ribeiro − posse em 30 de Dezembro
- 1915 − Engenheiro Abílio Caldas Nobre da Veiga − posse em 11 de Fevereiro
- 1915 − José Alberto Barata do Amaral − posse em 10 de Março
- 1915 − António Fernandes Duarte Silva, substituto − posse em 24 de Março
- 1915 − Domingos Lopes Fidalgo − posse em 1 de Junho
- 1915 − Eugénio Ribeiro − posse em 5 de Julho
- 1915 − Samuel Tavares Maia, substituto posse em 13 de Agosto
- 1917 − Adriano de Almeida Campos de Amorim  −  posse em 12 de Maio
- 1917 − Vasco de Quevedo − posse em 27 de Dezembro
- 1918 − António de Abreu Freire − posse em 1 de Março
- 1918 − Custódio Alberto de Oliveira posse em 21 de Agosto
- 1918 − José da Costa Pinheiro  −  posse em 16 de Novembro
- 1919 − Ângelo Sá Couto da Cunha Sampaio Maia − posse em 10 de Março
- 1919 − Elísio de Castro − posse em 15 de Julho
- 1920 − Major Carlos Gomes Teixeira − posse em 9 de Outubro
- 1921 − Capitão-médico António de Mendonça − posse em 12 de Fevereiro
- 1921 − António de Abreu Freire − posse em 2 Junho
- 1921 − António Lúcio Vidal − posse em 22 de Outubro
- 1922 − António da Costa Ferreira − posse em17 de Fevereiro
- 1922 − Jaime de Andrade Vilares − posse em 26 de Outubro
- 1923 − José Casimiro da Silva, substituto − posse em 28 de Setembro
- 1923 − Júlio Cruz − posse em 21 de Novembro
- 1924 − Major António José Teixeira − posse em 16 de Agosto
- 1925 − André dos Reis, substituto − posse em 7 de Fevereiro
- 1925 − Manuel Marques dos Santos Ferrer − posse em 2 de Outubro
- 1926 − Albano de Castro e Sousa − posse em 6 de Fevereiro
- 1926 − Tenente-coronel médico Manuel Rodrigues da Cruz − posse em 8 de Junho
- 1926 − Capitão José Luciano da Silva Cravo − posse em 16 de Setembro
- 1927 − Major Carlos Gomes Teixeira − posse em 27 de Fevereiro
- 1928 − Tenente José Rodrigues da Silva Mendes − posse em 17 de Março
- 1928 − Tenente Amadeu de Almeida Teixeira, substituto  −  posse em 23 de Julho
- 1930 − Tenente Artur Gonçalves da Silveira − posse em 7 de Abril
- 1932 − Major Gaspar Inácio Ferreira − posse em 21 de Agosto
- 1932-1936 − Gaspar Inácio Ferreira,
- 1936-1938 − Alfredo Ferreira Peres,
- 1938-1944 − José de Almeida Azevedo,
- 1944-1946 − Francisco Manuel Henriques Pereira Cirne de Castro,
- 1946-1947 − Pedro Gonçalves Guimarães,
- 1947-1950 − João Ferreira Dias Moreira,
- 1950-1954 − António Dias Leite,
- 1954-1959 − Francisco José Rodrigues Vale Guimarães,
- 1959-1962 − Jaime Ferreira da Silva,
- 1962-1968 − Manuel Ferreira dos Santos Lousada,
- 1968-1974 − Francisco José Rodrigues Vale Guimarães,
- 1974-1974 − Horácio Alves Marçal,
- 1974-1976 − António Manuel Neto Brandão,
- 1976-1979 − Manuel da Costa e Melo,
- 1979-1980 − Joaquim Arnaldo da Silva Mendonça,
- 1981-1982 − Fernando Raimundo Rodrigues,
- 1982-1983 − Aurélio Gonçalves Pinheiro,
- 1983-1985 − Gilberto Parca Madaíl,
- 1985-1990 − Sebastião Dias Marques,
- 1990-1995 − Gilberto Parca Madaíl,
- 1995-2002 − Antero Gaspar de Paiva Vieira,
- 2002-2002 − Rui António Monteiro Gomes de Paiva,
- 2002-2005 − José Manuel Milheiro de Pinho Leão,
- 2005-2009 − Carlos Filipe de Andrade Neto Brandão,
- 2009-2009 − Custódio Ramos,
- 2009-2011 − José Barbosa Mota,

## Évora
Referências:
| Nome                                          | Tomada de posse         |
| António José de Ávila                         | 25 de Julho de 1835     |
| José Maria Rojão                              | 17 de Outubro de 1836   |
| José Inácio Pereira Derramado                 | 10 de Abril de 1838     |
| Manuel Alves do Rio Júnior                    | 07 de Dezembro de 1838  |
| José das Neves Barbosa                        | 28 de Julho de 1841     |
| António Maria Couceiro                        | 15 de Março de 1842     |
| Albano Catinana Pinto de Albuquerque          | 22 de Dezembro de 1843  |
| José Francisco Agnello da Silva Gago          | 09 de Fevereiro de 1844 |
| Marquês de Ficalho                            | 22 de Maio de 1846      |
| Justino Máximo Baião Matoso                   | 01 de Junho de 1846     |
| João de Portugal da Silveira                  | 06 de Outubro de 1846   |
| Manuel Maria Coutinho de Albergaria Freire    | 12 de Outubro de 1846   |
| Albino Soares Pinto dos Reis Júnior           | 03 de Novembro de 1931  |
| José Félix da Câmara                          | 11 de Janeiro de 1847   |
| Joaquim José Dias Lopes de Vasconcelos        | 12 de Julho de 1847     |
| Manuel Maria Coutinho de Albergaria Freire    | 03 de Fevereiro de 1848 |
| Conde de Peniche                              | 16 de Outubro de 1850   |
| Justino Máximo Baião Matoso                   | 18 de Maio de 1851      |
| Francisco Guedes de Carvalho e Menezes        | 24 de Janeiro de 1852   |
| José Maria Rojão                              | 19 de Abril de 1858     |
| Francisco Guedes de Carvalho e Menezes        | 01 de Junho de 1859     |
| Francisco Guedes de António de Gouveia Osório | 31 de Agosto de 1868    |
| Visconde de Guedes                            | 07 de Dezembro de 1869  |
| Claúdio Mesquita da Rosa                      | 12 de Outubro de 1870   |
| Visconde Guedes                               | 06 de Fevereiro de 1871 |
| Augusto Cezar Xavier da Silva                 | 10 de Julho de 1879     |
| Cláudio Mesquita da Rosa                      | 06 de Junho de 1880     |
| Visconde de Guedes                            | 30 de Março de 1881     |
| José Carlos de Gouveia                        | 24 de Março de 1886     |
| Conde de Castro (Francisco)                   | 16 de Fevereiro de 1890 |
| António Maria Jales                           | 16 de Setembro de 1892  |
| António Tavares Festas                        | 18 de Fevereiro de 1897 |
| José Maria Lopes da Silveira e Castro         | 15 de Outubro de 1897   |
| Henrique de Sá Nogueira                       | 13 de Abril de 1899     |
| Joaquim António dos Reis Tenreiro Sarzedas    | 02 de Julho de 1900     |
| Júlio Ernesto de Lima Duque                   | 26 de Outubro de 1904   |
| António Joaquim Durães                        | 04 de Julho de 1905     |
| Joaquim António dos Reis Tenreiro Sarzedas    | 22 de Março de 1906     |
| Fidelio de Freitas Branco                     | 05 de Junho de 1906     |
| Joaquim António dos Reis Tenreiro Sarzedas    | 22 de Fevereiro de 1908 |
| Joaquim Nunes Mexia                           | 11 de Janeiro de 1910   |
| Abílio de Lobão Soeiro                        | 27 de Junho de 1910     |
| Estevão da Cunha Pimentel                     | 05 de Outubro de 1910   |
| António Caulino de Andrade                    | 16 de Agosto de 1911    |
| João Marques Vidal                            | 20 de Abril de 1912     |
| António Augusto da Silva Pires                | 27 de Julho de 1912     |
| Francisco Alberto da Costa Cabral             | 23 de Janeiro de 1913   |
| António de Santana Cabrita Júnior             | 14 de Agosto de 1913    |
| José Eduardo de Calça e Pina da Câmara Manuel | 13 de Janeiro de 1914   |
| Acrísio Canas Mendes                          | 04 de Abril de 1914     |
| Alberto Jordão Marques da Costa               | 27 de Dezembro de 1914  |
| Francisco Maria Cabral da França              | 23 de Fevereiro de 1915 |
| Alberto Jordão Marques da Costa               | 24 de Maio de 1915      |
| João Xavier Camarate de Campos                | 23 de Outubro de 1917   |
| Manuel de Souza da Câmara                     | 13 de Dezembro de 1917  |
| António Paulino de Andrade                    | 16 de Março de 1918     |
| José Marcelino Carrilho                       | 10 de Junho de 1918     |
| Virgílio do Carvalhal Esmeraldo               | 20 de Fevereiro de 1919 |
| João de Ornelas e Silva                       | 13 de Março de 1919     |
| Florival Sanches de Miranda                   | 08 de Julho de 1919     |
| António Vicente Marçal Martins Portugal       | 30 de Maio de 1921      |
| Domingos Victor Cordeiro Rozado               | 19 de Agosto de 1921    |
| João Boavida                                  | 25 de Outubro de 1921   |
| Jaime Arnaldo Lopes Brejo                     | 18 de Fevereiro de 1922 |
| António Maria Beja da Silva                   | 14 de Abril de 1923     |
| Domingos Victor Cordeiro Rozado               | 20 de Novembro de 1923  |
| Jorge Barros Capinha                          | 23 de Agosto de 1924    |
| Rui António de Souza Machado                  | 18 de Setembro de 1925  |
| Jaime Arnaldo Lopes Brejo                     | 13 de Março de 1926     |
| Máximo Homem de Campos Rodrigues              | 23 de Junho de 1926     |
| José Correia Durão Paias                      | 07 de Abril de 1927     |
| José da Costa Pereira e Silva                 | 20 de Outubro de 1930   |
| Joaquim Aureliano Soares da Silva             | 30 de Janeiro de 1931   |
| Raul de Antas Manso Preto Mendes da Cruz      | 14 de Dezembro de 1931  |
| Antonino Raul da Mata Gomes Pereira           | 11 de Agosto de 1932    |
| Manuel Lopes Marçal                           | 05 de Agosto de 1933    |
| António Raul da Mata Gomes Pereira            | 04 de Dezembro de 1934  |
| Sílvio Duarte de Belfout Cerqueira            | 04 de Janeiro de 1936   |
| António Ribeiro Ferreira                      | 05 de Janeiro de 1938   |
| Hipólito Fernandes Álvares                    | 10 de Mrço de 1939      |
| António Joaquim de Castro Maia Mendes         | 26 de Outubro de 1944   |
| José Félix Mira                               | 31 de Maio de 1946      |
| José Lourenço de Almeida Castelo Branco       | 06 de Setembro de 1968  |
| João Luís Graça Zagallo Vieira da Silva       | 25 de Novembro de 1972  |
| João Alves Pimenta                            | 16 de Agosto de 1974    |
| José Luís da Conceição Cardoso                | 14 de Maio de 1975      |
| Manuel Francisco da Costa                     | 20 de Dezembro de 1976  |
| Fausto Lucas Martins                          | 23 de maio de 1978      |
| Mariana Calhau Perdigão                       | 14 de Fevereiro de 1980 |
| Francisco Manuel Mira Branquinho              | 25 de Fevereiro de 1983 |
| Henrique António de Oliveira Troncho          | 16 de Novembro de 1995  |
| Luís António Damásio Capoulas                 | 14 de Maio de 2002      |
| Henrique António de Oliveira Troncho          | 05 de Abril de 2005     |
| Fernanda de Sousa Gonçalves Carvalho Ramos    | 11 de Novembro de 2005  |

## Faro
Referências:
| Nome                                              | Tomada de posse         |
| José Maria de Vilhena Pereira de Lacerda          | 25 de Julho de 1835     |
| Basílio Cabral Teixeira de Queirós                | 22 de Setembro de 1836  |
| Manuel José de Bivar Gomes da Costa               | 31 de Março de 1837     |
| Marçal Henriques de Azevedo e Silva Lobo de Aboim | 29 de Fevereiro de 1840 |
| José Silvestre Ribeiro                            | 27 de Maio de 1846      |
| Luís José Maldonado de Eça                        | 27 de Junho de 1846     |
| António Maria Couceiro                            | 20 de Outubro de 1846   |
| Rodrigo Luciano de Abreu e Lima                   | 1 de Julho de 1851      |
| António Maria Couceiro                            | 29 de Julho de 1851     |
| Basílio Cabral Teixeira de Queirós Júnior         | 6 de Abril de 1858      |
| Albino de Abranches Freire de Figueiredo          | 20 de Junho de 1859     |
| Sebastião José Coelho de Carvalho                 | 10 de Janeiro de 1863   |
| António Lopes Barbosa de Albuquerque              | 20 de Maio de 1865      |
| Luís Teixeira de Sampaio                          | 14 de Setembro de 1865  |
| Aires Guedes Coutinho Garrido                     | 8 de Maio de 1866       |
| João de Azevedo Sovereira Zuzarte                 | 18 de Janeiro de 1868   |
| José de Beires                                    | 29 de Setembro de 1869  |
| Francisco de Sousa                                | 25 de Maio de 1870      |
| Augusto Correia Godinho Ferreira da Costa         | 10 de Junho de 1870     |
| Joaquim José Coelho de Carvalho                   | 19 de Julho de 1870     |
| Miguel Vaz Guedes de Ataíde                       | 4 de Outubro de 1870    |
| António de Gouveia Osório                         | 23 de Novembro de 1870  |
| José de Beires                                    | 12 de Outubro de 1871   |
| Joaquim Cabral de Noronha e Menezes               | 28 de Abril de 1877     |
| José Ferreira da Cunha e Sousa                    | 6 de Fevereiro de 1878  |
| Cláudio Mesquita da Rosa                          | 9 de Junho de 1879      |
| Gualdino Alfredo Lobo de Gouveia Valadares        | 24 de Fevereiro de 1880 |
| Jerónimo Augusto de Bivar Gomes da Costa          | 31 de Março de 1881     |
| Manuel Joaquim de Almeida                         | 4 de Março de 1886      |
| António Rodrigues Centeno                         | 12 de Maio de 1886      |
| Frederico Lázaro Cortes                           | 28 de Julho de 1887     |
| Elvino José de Souza e Brito                      | 1 de Outubro de 1889    |
| Manuel Augusto Pereira e Cunha                    | 27 de Janeiro de 1890   |
| Manuel Augusto Pereira e Cunha                    | 23 de Abril de 1890     |
| José Virgolino Carneiro de Vasconcelos            | 6 de Novembro de 1890   |
| Manuel Augusto Pereira e Cunha                    | 21 de Julho de 1891     |
| Júlio Lourenço Pinto                              | 5 de Maio de 1892       |
| Mateus Pereira de Azevedo                         | 12 de Julho de 1893     |
| Virgílio Francisco Ramos Inglês                   | 27 de Setembro de 1894  |
| José Vaz Correia de Seabra Lacerda                | 18 de Fevereiro de 1897 |
| Virgílio Francisco Ramos Inglês                   | 29 de Junho de 1900     |
| João José da Silva Ferreira Netto                 | 25 de Maio de 1901      |
| Frederico Alexandrino Garcia Ramirez              | 26 de Outubro de 1904   |
| Bento Gomes Formosinho                            | 16 de Novembro de 1905  |
| João José da Silva Ferreira Netto                 | 22 de Março de 1906     |
| Virgílio Francisco Ramos Inglês                   | 26 de Maio de 1906      |
| João Lopes Garcia dos Reis                        | 22 de Fevereiro de 1908 |
| José Francisco Teixeira de Azevedo                | 27 de Junho de 1910     |
| Zacarias José Guerreiro                           | 15 de Outubro de 1910   |
| Júlio César Rosalis                               | 22 de Setembro de 1911  |
| António Paulino de Andrade                        | 20 de Abril de 1912     |
| Adelino de Oliveira Pinto Furtado                 | 18 de Janeiro de 1913   |
| Francisco da Silva Lino Gameiro                   | 6 de Abril de 1914      |
| Álvaro Nobre da Veiga                             | 25 de Novembro de 1914  |
| Francisco de Sales Pinto de Mesquita Carvalho     | 17 de Fevereiro de 1915 |
| Joaquim da Ponte                                  | 24 de Maio de 1915      |
| Francisco Vieira                                  | 10 de Maio de 1917      |
| José Mendes Cabeçadas Júnior                      | 13 de Dezembro de 1917  |
| Godofredo do Carmo das Neves Barreira             | 21 de Março de 1918     |
| João dos Santos Pires Viegas                      | 31 de Dezembro de 1918  |
| José Mendes Cabeçadas Júnior                      | 18 de Fevereiro de 1919 |
| António Fernando do Rego Chagas                   | 8 de Julho de 1919      |
| José Francisco Coelho                             | 30 de Agosto de 1919    |
| Luís de Sousa Faísca                              | 2 de Fevereiro de 1921  |
| João Vitorino Mealha                              | 30 de Maio de 1921      |
| Rafael Augusto de Souza Ribeiro                   | 3 de Outubro de 1921    |
| Luís de Sousa Faísca                              | 14 de Novembro de 1921  |
| João Ornelas da Silva                             | 13 de Janeiro de 1922   |
| António Marques das Neves Mantas                  | 16 de Janeiro de 1922   |
| Luís de Sousa Faísca                              | 18 de Fevereiro de 1922 |
| Adelino de Oliveira Pinto Furtado                 | 29 de Dezembro de 1922  |
| José Mendes Cabeçadas Júnior                      | 20 de Novembro de 1923  |
| João dos Santos Pires Viegas                      | 29 de Dezembro de 1923  |
| Manuel Pedro Guerreiro                            | 9 de Agosto de 1924     |
| António Martins Paula                             | 28 de Setembro de 1925  |
| Leonel Neto Lima Vieira                           | 26 de Junho de 1926     |
| Miguel Roldan Ramalho Ortigão                     | 3 de Dezembro de 1926   |
| Alexandre de Paiva Faria Leite Brandão            | 12 de Janeiro de 1928   |
| Matias de Freitas Guimarães                       | 30 de Março de 1929     |
| Leonel Neto Lima Vieira                           | 24 de Outubro de 1930   |
| João Carlos de Mendonça                           | 29 de Outubro de 1931   |
| Antero Albano da Silva Cabral                     | 15 de Julho de 1933     |
| João de Sousa Soares                              | 22 de Agosto de 1933    |
| Rogério Gouveia Ferreira                          | 4 de Janeiro de 1936    |
| Matias Gomes Sanches                              | 11 de Dezembro de 1936  |
| Armando Monteiro Leite                            | 22 de Agosto de 1938    |
| Antero Albano da Silva Cabral                     | 29 de Outubro de 1944   |
| Manuel de Barros Amado da Cunha                   | 17 de Janeiro de 1948   |
| Luís Vaz de Sousa                                 | 7 de Setembro de 1948   |
| Agostinho Joaquim Pires                           | 20 de Junho de 1951     |
| Manuel de Sárrea Tavares Mascarenhas Gaivão       | 18 de Maio de 1953      |
| António Batista da Silva Coelho                   | 13 de Março de 1957     |
| Joaquim Romão Duarte                              | 11 de Agosto de 1964    |
| Manuel Sanches Inglês Esquível                    | 12 de Dezembro de 1968  |
| António Américo Lopes da Serra                    | 22 de Fevereiro de 1973 |
| Luís Filipe Nascimento Madeira                    | 16 de Agosto de 1974    |
| Manuel José Ramires Fernandes                     | 17 de Abril de 1975     |
| Júlio Filipe de Almeida Carrapato                 | 22 de Outubro de 1975   |
| José Adriano Gago Vitorino                        | 14 de Fevereiro de 1980 |
| José Agostinho de Oliveira Santos                 | 2 de Setembro de 1980   |
| Horácio Manuel Tavares de Carvalho                | 11 de Julho de 1983     |
| Joaquim Manuel Cabrita Neto                       | 16 de Dezembro de 1985  |
| Joaquim Manuel Cabrita Neto                       | 4 de Abril de 1988      |
| José Guerra Balseiro Fragata                      | 1 de Agosto de 1991     |
| Joaquim Manuel Cabrita Neto                       | 16 de Dezembro de 1991  |
| José António Guerreiro Cavaco                     | 3 de Agosto de 1995     |
| Joaquim Américo Fialho Anastácio                  | 16 de Novembro de 1995  |
| José Valentim Rosado                              | 14 de Maio de 2002      |
| António Francisco Ventura Pina                    | 5 de Abril de 2005      |
| Isilda Maria Prazeres dos Santos Varges Gomes     | 1 de Junho de 2007      |
| Carlos Jorge dos Santos Silva Gomes               | 14 de Agosto de 2009    |
| Isilda Maria Prazeres dos Santos Varges Gomes     | 27 de Novembro de 2009  |

## Guarda
Referências:
| Nome                                           | Tomada de posse         |
| José Pinto Tavares Osório Castelo Branco       | 25 de Julho de 1835     |
| Francisco Rebelo Leitão Castelo Branco         | 12 de Outubro de 1836   |
| Joaquim Ferreira Real                          | 30 de Dezembro de 1837  |
| João António Ferreira de Moura                 | 10 de Abril de 1838     |
| José Cardoso Braga                             | 7 de Dezembro de 1838   |
| António Augusto de Melo e Castro de Abreu      | 30 de Julho de 1839     |
| Alexandre de Abreu Castanheira                 | 22 de Outubro de 1841   |
| Francisco Manuel da Costa                      | 30 de Março de 1842     |
| José Pinto Tavares Osório Castelo Branco       | 3 de Julho de 1843      |
| Manuel Ferreira de Moura                       | 16 de Outubro de 1845   |
| Pedro Baltazar de Campos                       | 29 de Maio de 1846      |
| João Maria de Abreu Castelo Branco             | 4 de Setembro de 1846   |
| João Crisóstomo Freire Correia Falcão          | 7 de Julho de 1847      |
| Conde de Tavarede                              | 4 de Maio de 1851       |
| Francisco de Almeida Freire Corte Real         | 2 de Setembro de 1852   |
| José Cardoso Braga                             | 26 de Agosto de 1859    |
| Francisco de Almeida Freire Corte Real         | 8 de Agosto de 1860     |
| António Pais de Sande e Castro                 | 30 de Setembro de 1865  |
| Francisco de Almeida Freire Corte Real         | 14 de Janeiro de 1868   |
| Aires Guedes Coutinho Garrido                  | 31 de Agosto de 1868    |
| Francisco Cardoso de Almeida e Albuquerque     | 17 de Junho de 1869     |
| João Crisóstomo Freire Correia Falcão          | 17 de Dezembro de 1869  |
| Conde de Tavarede                              | 6 de Junho de 1870      |
| Francisco Cardoso de Almeida e Albuquerque     | 2 de Setembro de 1870   |
| José de Lemos e Nápoles                        | 12 de Outubro de 1870   |
| João Crisóstomo Freire Correia Falcão          | 13 de Fevereiro de 1871 |
| Visconde de S. Pedro do Sul                    | 27 de Abril de 1875     |
| Joaquim Pães Abranches                         | 9 de Junho de 1879      |
| Visconde Ferreri                               | 21 de Janeiro de 1880   |
| António Mendes Duarte Silva                    | 3 de Fevereiro de 1881  |
| José Joaquim de Sousa Carvalheiro              | 31 de Março de 1881     |
| José Guedes Brandão de Melo                    | 19 de Maio de 1884      |
| António Mendes Duarte Silva                    | 4 de Março de 1886      |
| João de Alarcão Velasques Sarmento Osório      | 2 de Junho de 1886      |
| Joaquim Saraiva de Oliveira Batista            | 12 de Abril de 1888     |
| José Joaquim de Sousa Cavalheiro               | 17 de Fevereiro de 1890 |
| João Manuel Martins Manso                      | 14 de Maio de 1890      |
| Custódio Joaquim da Cunha e Almeida            | 6 de Abril de 1893      |
| José Joaquim de Sousa Cavalheiro               | 13 de Dezembro de 1894  |
| Manuel de Almeida Carvalho                     | 11 de Junho de 1895     |
| José Osório de Gama e Castro                   | 18 de Fevereiro de 1897 |
| José Abel da Silva Fonseca                     | 25 de Janeiro de 1900   |
| Manuel Pereira Ramos Ramalho                   | 4 de Julho de 1900      |
| José Joaquim Mendes Real                       | 25 de Maio de 1901      |
| Francisco Botelho de Carvalho e Oliveira Leite | 20 de Fevereiro de 1902 |
| João Abel da Silva Fonseca                     | 26 de Outubro de 1904   |
| Alexandre José Sarsfield                       | 22 de Março de 1906     |
| Nicolau Albuquerque Vilhena                    | 8 de Junho de 1906      |
| João Abel da Silva Fonseca                     | 22 de Fevereiro de 1908 |
| Armândio Eduardo da Mota Veiga                 | 29 de Junho de 1910     |
| Arnaldo Bigote de Carvalho                     | 5 de Outubro de 1910    |
| João de Deus Ramos                             | 20 de Abril de 1912     |
| João Lopes Soares                              | 2 de Novembro de 1912   |
| Francisco Alberto da Costa Cabral              | 15 de Agosto de 1913    |
| José Maria de Andrade Freire                   | 8 de Novembro de 1913   |
| Arsénio Botelho de Sousa                       | 21 de Março de 1914     |
| José Gonçalves Paul                            | 4 de Setembro de 1914   |
| Ernesto Augusto da Cunha Ferraz                | 23 de Fevereiro de 1915 |
| António Maria de Sousa Nápoles                 | 24 de Maio de 1915      |
| Vasco Borges                                   | 8 de Janeiro de 1916    |
| Cândido Pedro Viterbo                          | 13 de Dezembro de 1917  |
| Jorge Henrique de Almeida Costa Pereira        | 13 de Abril de 1918     |
| José de Ascensão Valdês                        | 7 de Setembro de 1918   |
| António Dias                                   | 18 de Fevereiro de 1919 |
| Ricardo Soares Machado                         | 15 de Novembro de 1919  |
| Joaquim Desterro de Almeida                    | 30 de Maio de 1921      |
| Arnaldo de Brito Portas                        | 16 de Novembro de 1921  |
| Felizardo António Saraiva                      | 6 de Março de 1922      |
| Felizardo António Saraiva                      | 18 de Janeiro de 1923   |
| Avelino Henriques da Costa Cunhal              | 20 de Novembro de 1923  |
| José de Castro Lopes                           | 22 de Dezembro de 1923  |
| Felizardo António Saraiva                      | 16 de Agosto de 1924    |
| Francisco António Varela Pimentel              | 9 de Fevereiro de 1925  |
| Francisco de Passos                            | 11 de Junho de 1926     |
| Vital dos Reis da Silva Barbosa                | 11 de Outubro de 1927   |
| Alfredo Augusto Filipe                         | 3 de Janeiro de 1928    |
| Orlindo José de Carvalho                       | 17 de Junho de 1930     |
| António Borges Pires                           | 25 de Julho de 1931     |
| Carlos Augusto de Arrochela Lobo               | 20 de Abril de 1936     |
| Francisco Manuel H. Cirne de Castro            | 15 de Fevereiro de 1939 |
| Roberto Vaz de Oliveira                        | 14 de Agosto de 1944    |
| Ernesto Trindade Pereira                       | 29 de Maio de 1947      |
| Augusto César de Carvalho                      | 20 de Março de 1952     |
| Alfredo Rodrigues dos Santos Júnior            | 19 de Abril de 1960     |
| Luis de Almeida                                | 1 de Julho de 1961      |
| Mário Bento Martins Soares                     | 28 de Julho de 1967     |
| José Maria de Andrade Pereira                  | 18 de Novembro de 1972  |
| Manuel Cardoso Vilhena                         | 13 de Setembro de 1974  |
| Alberto Marques Antunes                        | 23 de Setembro de 1976  |
| Emílio Leitão Paulo                            | 5 de Junho de 1978      |
| Manuel João das Neves                          | 2 de Setembro de 1980   |
| Adriano Vasco da Fonseca Rodrigues             | 15 de Setembro de 1982  |
| João José Gomes                                | 11 de Julho de 1983     |
| José António Valério de Couto                  | 16 de Dezembro de 1985  |
| Marília Dulce Coelho Pires M. Raimundo         | 5 de Janeiro de 1988    |
| Rui Proença Correia Dias                       | 1 de Agosto de 1991     |
| Fernando Henriques Lopes                       | 18 de Novembro de 1995  |
| Fernando Santos Cabral                         | 12 de Novembro de 1999  |
| António Manuel Martins Batista                 | 8 de Fevereiro de 2002  |
| Joaquim Cândido Ferreira de Lacerda            | 1 de Maio de 2002       |
| Maria do Carmo Pires Almeida Borges            | 5 de Abril de 2005      |
| António José Santinho Pacheco                  | 27 de Novembro de 2009  |

## Beja
Referências:
| Nome                                                            | Tomada de posse         |
| José Félix da Câmara                                            | 19 de Agosto de 1836    |
| José Maria Rojão                                                | 04 de Outubro de 1836   |
| José Inácio Pereira Derramado                                   | 31 de Outubro de 1836   |
| Justino Máximo Baião Matoso                                     | 01 de Fevereiro de 1837 |
| Henrique de Azevedo Faro                                        | 17 de Junho de 1840     |
| António Taveira de Carvalho Pinto e Meneses                     | 15 de Dezembro de 1840  |
| Joaquim José de Azevedo                                         | 04 de Março de 1842     |
| José das Neves Barbosa                                          | 15 de Março de 1842     |
| António Henriques Dória                                         | 03 de Agosto de 1942    |
| José Silvestre Ribeiro                                          | 13 de Novembro de 1844  |
| Custódio Rebelo de Carvalho                                     | 30 de Maio de 1846      |
| António Maria Tovar de Lemos                                    | 04 de Julho de 1846     |
| João de Portugal da Silveira                                    | 09 de Outubro de 1846   |
| Jacinto Pais de Matos Falcão                                    | 14 de Outubro de 1846   |
| Francisco Maria de Freitas Jácome                               | 29 de Dezembro de 1847  |
| Marquês de Ficalho                                              | 18 de Maio de 1851      |
| António Vaz da Fonseca e Melo                                   | 03 de Junho de1851      |
| Francisco de Paula de Sousa Vilas Boas                          | 02 de Agosto de 1851    |
| João Rodrigues da Cunha Aragão Mascarenhas                      | 21 de Janeiro de 1857   |
| Aires Guedes Coutinho Garrido                                   | 26 de Abril de 1860     |
| José Pedro de Barros Lima                                       | 20 de Fevereiro de 1861 |
| José Borges Pacheco Pereira                                     | 03 de Agosto de 1861    |
| Mariano Joaquim de Sousa Feio                                   | 18 de Janeiro de 1868   |
| Jacinto António Perdigão                                        | 17 de Junho de 1869     |
| José Manuel Menezes de Alarcão                                  | 07 de Dezembro de 1869  |
| Jacinto António Perdigão                                        | 19 de Janeiro de 1870   |
| Visconde da Boavista                                            | 23 de Junho de 1870     |
| José Carlos Infante Pessanha                                    | 09 de Junho de 1879     |
| Pedro Victor da Costa Sequeira                                  | 05 de Abril de 1881     |
| Visconde da Ribeira Brava                                       | 1 de Março de 1885      |
| José Tibério de Reboredo Sampaio e Mello                        | 04 de Março de 1886     |
| Albano de Magalhães Coutinho Ferreira da Cunha                  | 20 de Dezembro de 1888  |
| Francisco Xavier de Menezes                                     | 20 de Janeiro de 1890   |
| Manoel de Sousa Pinto de Magalhães                              | 28 de Abril de 1892     |
| Augusto Carlos Fialho de Castro                                 | 01 de Dezembro de 1892  |
| Visconde da Ribeira Brava                                       | 11 de Fevereiro de 1897 |
| António de Herédia                                              | 06 de Outubro de 1898   |
| Francisco Ignácio de Mira                                       | 02 de Julho de 1900     |
| João de Souza Tavares                                           | 02 de Maio] de 1904     |
| José Francisco da Silva                                         | 30 de Novembro de 1904  |
| Sebastião Maria de Sampaio                                      | 04 de Janeiro de 1906   |
| João de Souza Tavares                                           | 23 de Março de 1906     |
| Augusto Carlos Fialho de Castro                                 | 05 de Junho de 1906     |
| João Jardim de Vilhena                                          | 22 de Fevereiro de 1908 |
| Francisco António Patrício Júnior                               | 14 de Janeiro de 1909   |
| José Vicente Madeira                                            | 27 de Janeiro de 1910   |
| José Feria Theotonio                                            | 30 de Junho de 1910     |
| António Aresta Branco                                           | 05 de Outubro de 1910   |
| Francisco Manuel Pereira Coelho                                 | 18 de Julho de 1911     |
| Francisco de Sousa Dias                                         | 26 de Dezembro de 1911  |
| Fernando Kemp Serrão                                            | 10 de Janeiro de 1913   |
| José Maria de Andrade Freire                                    | 24 de Maio de 1913      |
| José Joaquim Gomes de Vilhena                                   | 06 de Dezembro de 1913  |
| Francisco Manuel de Araújo Parreira da Rocha                    | 25 de Março de 1914     |
| José Joaquim Gomes de Vilhena                                   | 27 de Dezembro de 1914  |
| Francisco Manuel Pereira Coelho                                 | 26 de Fevereiro de 1915 |
| António Pedro Alho Rogado                                       | 24 de Maio de 1915      |
| Artur Augusto Figueiroa Rêgo                                    | 02 de Junho de 1915     |
| José Joaquim Gomes de Vilhena                                   | 03 de Julho de 1915     |
| Felizardo António Saraiva                                       | 12 de Julho de 1917     |
| Francisco Manuel Pereira Coelho                                 | 1 de Dezembro de 1917   |
| João de Souza Tavares                                           | 19 de Março de 1918     |
| António Carlos Cortês                                           | 12 de Junho de 1918     |
| António Pedro Alho Rogado                                       | 18 de Fevereiro de 1919 |
| Pedro Bernardes de Miranda                                      | 08 de Junho de 1919     |
| Luiz Maria Cortez                                               | 01 de Novembro de 1919  |
| Jaime de Palma Mira                                             | 28 de Julho de 1920     |
| António Henriques Menezes Soares                                | 15 de Abril de 1921     |
| Mariano de Melo Vieira                                          | 06 de Junho de 1921     |
| José de Lara Alegre                                             | 17 de Agosto de 1921    |
| José Pedro de Matos                                             | 29 de Outubro de 1921   |
| Luiz Maria Cortêz                                               | 18 de Fevereiro de 1922 |
| Francisco Manuel Pereira Coelho                                 | 20 de Novembro de 1923  |
| João Nicolau Lúcio Escorcio                                     | 26 de Dezembro de 1923  |
| Ezequiel do Soveral Rodrigues                                   | 09 de Agosto de 1924    |
| Luiz Maria Cortez                                               | 28 de Setembro de 1925  |
| Cândido de Campos Penedo                                        | 23 de Junho de 1926     |
| Francisco Jardim Granger                                        | 08 de Julho de 1926     |
| Augusto da Fonseca Júnior                                       | 22 de Julho de 1926     |
| João Martins Pulido                                             | 09 de Fevereiro de 1931 |
| José Rodrigues da Silva Mendes                                  | 03 de Fevereiro de 1932 |
| André Bravo                                                     | 21 de Dezembro de 1932  |
| Joaquim Mateus Preto Chagas                                     | 08 de Outubro de 1934   |
| João Martins Pulido                                             | 03 de Julho de 1935     |
| Manuel de Magalhães Pessoa                                      | 07 de Outubro de 1940   |
| Quirino dos Santos Mealha                                       | 09 de Outubro de 1944   |
| António de Castro e Brito Menezes Soares                        | 17 de Junho de 1950     |
| António Marques Fragoso                                         | 09 de Junho de 1954     |
| João Luís Graça Zagallo Vieira da Silva                         | 09 de Outubro de 1968   |
| Fernando Gerardo de Almeida Nunes Ribeiro                       | 25 de Novembro de 1972  |
| Francisco Ramos Brissos de Carvalho                             | 30 de Setembro de 1974  |
| José Manuel Caldeira de Pina Castel Branco de Carvalho Figueira | 12 de Fevereiro de 1976 |
| José Manuel Pereira de Bastos                                   | 17 de Maio de 1977      |
| Armando Lopes de Almeida Manso                                  | 23 de Maio de 1978      |
| José António Negreiros Parreira Cortês                          | 14 de Fevereiro de 1980 |
| Manuel Joaquim Rodrigues Masseno                                | 11 de Julho de 1983     |
| António do Carmo Branco Malveiro                                | 16 de Dezembro de 1985  |
| Colaço Gomes Serrano                                            | 07 de Agosto de 1991    |
| Luís Colaço Gomes Serrano                                       | 16 de Dezembro de 1991  |
| António Manuel do Carmo Saleiro                                 | 16 de Novembro de 1995  |
| Agostinho Marques Moleiro                                       | 05 de Janeiro de 1998   |
| Manuel Joaquim Rodrigues Masseno                                | 13 de Setembro de 2001  |
| João Paulo Assunção Ramoa                                       | 14 de Maio de 2002      |
| Manuel Soares Monge                                             | 05 de Abril de 2005     |

## Lisboa
Referências:
| Nome                                                    | Tomada de posse         |
| António de Gamboa e Lis                                 | 18 de Março de 1842     |
| José Bernardo da Silva Cabral                           | 9 de Fevereiro de 1844  |
| Joaquim José Dias Lopes de Vasconcelos                  | 30 de Setembro de 1845  |
| José Trazimundo de Mascarenhas Barreto                  | 12 de Maio de 1846      |
| Policarpo José Machado                                  | 22 de Maio de 1846      |
| José Joaquim dos Reis Vasconcelos                       | 2 de Julho de 1846      |
| José Trazimundo de Mascarenhas Barreto                  | 6 de Outubro de 1846    |
| Barão de Vila Nova de Ourém                             | 15 de Novembro de 1847  |
| José Trazimundo de Mascarenhas Barreto                  | 29 de Março de 1848     |
| Conde de Sobral                                         | 17 de Maio de 1851      |
| Conde de Tavarede                                       | 24 de Agosto de 1852    |
| Conde da Ponte                                          | 25 de Dezembro de 1853  |
| Conde de Sobral -Luís Maria de Mello Breyner -          | 28 de Agosto de 1856    |
| Diogo António Palmeiro Pinto                            | 5 de Agosto de 1858     |
| António Moraes Carvalho                                 | 19 de Março de 1859     |
| João Inácio Francisco de Paula de Noronha               | 16 de Fevereiro de 1860 |
| António Cabral de Sá Nogueira                           | 1 de Setembro de 1860   |
| Jerónimo da Silva Maldonado de Eça                      | 4 de Abril de 1861      |
| António Maria José de Melo César e Meneses              | 19 de Março de 1862     |
| Geraldo José Braamcamp                                  | 15 de Fevereiro de 1865 |
| Geraldo José Braamcamp                                  | 9 de Setembro de 1865   |
| Rodrigo José de Menezes                                 | 12 de Setembro de 1866  |
| Manuel da Cunha Paredes                                 | 17 de Janeiro de 1868   |
| António Maria José de Melo César e Meneses              | 24 de Julho de 1868     |
| João Pedro da Câmara                                    | 13 de Agosto de 1869    |
| Conde da Lousã                                          | 14 de Junho de 1870     |
| António Maria José de Melo César e Meneses              | 30 de Agosto de 1870    |
| Luís Maria de Carvalho Daun e Lorena                    | 7 de Setembro de 1870   |
| Sebastião José de Carvalho                              | 6 de Fevereiro de 1871  |
| Henrique da Gama Barros                                 | 19 de Outubro de 1876   |
| Augusto César Cau da Costa                              | 4 de Outubro de 1871    |
| Henrique da Gama Barros                                 | 19 de Outubro de 1876   |
| Guilhermino Augusto de Barros                           | 11 de Maio de 1877      |
| Henrique da Gama Barros                                 | 31 de Janeiro de 1878   |
| Luís da Câmara Leme                                     | 3 de Janeiro de 1879    |
| Visconde de Valmor                                      | 3 de Junho de 1879      |
| Luís Maria de Carvalho Daun e Lorena                    | 23 de Outubro de 1879   |
| Vicente Rodrigues Monteiro                              | 12 de Outubro de 1880   |
| António Maria Barreiros Arrobas                         | 30 de Março de 1881     |
| Caetano Alexandre de Almeida Albuquerque                | 9 de Junho de 1882      |
| Joaquim Leite de Carvalho                               | 20 de Outubro de 1884   |
| Vicente Rodrigues Monteiro                              | 27 de Fevereiro de 1886 |
| Luís Maria de Carvalho Daun e Lorena                    | 9 de Dezembro de 1886   |
| Carlos José de Oliveira                                 | 13 de Dezembro de 1888  |
| Visconde de Paço de Arcos                               | 16 de Janeiro de 1890   |
| Eduardo José Seguro                                     | 29 de Setembro de 1890  |
| João de Alarcão Velasques Sarmento Osório               | 11 de Fevereiro de 1897 |
| José de Azevedo Castelo Branco                          | 25 de Junho de 1900     |
| Manuel Augusto Pereira e Cunha                          | 7 de Dezembro de 1901   |
| João de Alarcão Velasques Sarmento Osório               | 22 de Outubro de 1904   |
| Jorge José de Melo                                      | 4 de Maio de 1905       |
| Conde de Sabrosa                                        | 20 de Março de 1906     |
| Eduardo Segurado                                        | 21 de Maio de 1906      |
| João António de Azevedo Coutinho Fragoso de Sequeira    | 9 de Fevereiro de 1908  |
| Francisco Cabral Metelo                                 | 16 de Abril de 1909     |
| José Coelho da Mota Prego                               | 19 de Maio de 1909      |
| António Duarte Ramada Curto                             | 11 de Janeiro de 1910   |
| Alfredo Mendes de Magalhães Ramalho                     | 27 de Junho de 1910     |
| Francisco Eusébio Lourenço Leão                         | 5 de Outubro de 1910    |
| Manuel Nunes de Oliveira                                | 23 de Fevereiro de 1912 |
| Daniel José Rodrigues                                   | 16 de Janeiro de 1913   |
| António Cassiano de Sousa Neves                         | 14 de Fevereiro de 1914 |
| António Teixeira Júdice da Costa                        | 25 de Julho de 1914     |
| Francisco Correia de Herédia, Visconde da Ribeira Brava | 8 de Dezembro de 1914   |
| António Cassiano Pereira de Sousa Neves                 | 25 de Janeiro de 1915   |
| Ernesto Augusto da Cunha Ferraz                         | 13 de Maio de 1915      |
| Mariano Martins                                         | 19 de Maio de 1915      |
| José de Oliveira da Costa Gonçalves                     | 3 de Dezembro de 1915   |
| Sezinando Raimundo das Chagas Franco                    | 17 de Abril de 1916     |
| Domingos Lopes Fidalgo                                  | 4 de Outubro de 1916    |
| Xavier da Silva                                         | 30 de Abril de 1917     |
| José de Oliveira da Costa Gonçalves                     | 6 de Setembro de 1917   |
| Henrique Forbes de Bessa                                | 13 de Dezembro de 1917  |
| António Miguel de Sousa Fernandes                       | 8 de Março de 1918      |
| António Luís de Gouveia Prestes Salgueiro               | 23 de Fevereiro de 1919 |
| Adolfo Augusto de Oliveira Coutinho                     | 25 de Março de 1920     |
| Alberto Lello Portela                                   | 28 de Julho de 1920     |
| José Falcão Ribeiro                                     | 20 de Outubro de 1921   |
| Armando Pereira de Castro Agatão Lança                  | 21 de Dezembro de 1921  |
| Viriato Sertório dos Santos Lobo                        | 9 de Fevereiro de 1922  |
| António Gonçalves Videira                               | 16 de Novembro de 1923  |
| Pedro Joaquim Fazenda                                   | 19 de Dezembro de 1923  |
| Filipe da Silva Mendes                                  | 19 de Janeiro de 1924   |
| Raul de Barbosa Viana                                   | 19 de Janeiro de 1926   |
| João Luís de Moura                                      | 11 de Junho de 1926     |
| Artur Leal Lobo da Costa                                | 27 de Julho de 1937     |
| Nuno Frederico de Brion                                 | 9 de Outubro de 1944    |
| Mário Lampreia de Gusmão Madeira                        | 5 de Março de 1947      |
| António Henriques da Silva Osório Vaz                   | 9 de Fevereiro de 1959  |
| Afonso Diego Marchueta                                  | 11 de Dezembro de 1968  |
| Mário Jorge Bruchelas                                   | 27 de Agosto de 1974    |
| José Manuel Cipriano Mouzinho de Albuquerque Duarte     | 18 de Outubro de 1975   |
| António Filipe Vieira Neiva Correia                     | 14 de Fevereiro de 1980 |
| Afonso de Sousa Freire de Moura Guedes                  | 11 de Julho de 1983     |
| Afonso de Sousa Freire de Moura Guedes                  | 16 de Dezembro de 1985  |
| Afonso de Sousa Freire de Moura Guedes                  | 4 de Janeiro de 1988    |
| Maria Adelaide Gonçalves Carvalho Pires Lisboa          | 16 de Dezembro de 1991  |
| Alberto Manuel Avelino                                  | 16 de Novembro de 1995  |
| Alberto Manuel Avelino                                  | 11 de Novembro de 1999  |
| Teresa Margarida Figueiredo de Vasconcelos Caeiro       | 14 de Maio de 2002      |
| José Lino Fonseca Ramos                                 | 12 de Setembro de 2003  |
| Maria Adelaide Torradinhas Rocha                        | 5 de Abril de 2005      |
| Maria Dalila Correia Araújo Teixeira                    | 26 de Fevereiro de 2008 |
| Jorge Monteiro Andrew                                   | 1 de Setembro de 2009   |
| António Bento da Silva Galamba                          | 27 de Novembro de 2009  |